# Joos de ter Beerst
Joos de ter Beest is een Zuid-Nederlands adellijke familie.

## Genealogie
- François Léonard Joseph Joos de ter Beerst (Brugge, 14 februari 1779 - 22 januari 1858) was een zoon van François Joos, heer van ter Beerst, licentiaat in de rechten en advocaat bij de Raad van Vlaanderen, en van Thérèse Arents. Hij verkreeg in 1827, onder het Verenigd Koninkrijk der Nederlanden, verheffing in de erfelijke adel. Hij trouwde in 1801 met Thérèse Imbert des Mottelettes (1776-1857). Ze kregen zes kinderen.
  - Eugène Joos de ter Beerst (1802-1879) was tot 1830 klerk griffier bij de Eerste Kamer der Staten-Generaal en bij de Raad van State. Hij werd nadien plaatsvervangend rechter in Brugge en onderzoeksrechter in Kortrijk. Hij trouwde in 1848 met Camille de Mûelenaere (1825-1888), zus van volksvertegenwoordiger Gustave de Mûelenaere en nicht van Felix de Mûelenaere. Ze hadden vier kinderen, van wie één zoon.
    - Eugène Camille Joos de ter Beerst (1850-1930), burgemeester van Pittem, provincieraadslid, trouwde met Georgina de Bie de Westvoorde (1856-1937). Met talrijke afstammelingen tot heden.